# Битка при Кара
Битката при Кара (Carrhae) се състои в началото на юни 53 пр.н.е. на 30 км южно от Кара в северната част на Месопотамия (днес Харан, Турция) между римляните и Партия. Командири са римските военачалници Марк Лициний Крас, Публий Лициний Крас и Гай Касий Лонгин и партския пълководец Сурена. Победата е на Партия.